# Dasydytes dubius
Dasydytes dubius är en djurart som tillhör fylumet bukhårsdjur, och som beskrevs av Voigt 1909. Dasydytes dubius ingår i släktet Dasydytes och familjen Dasydytidae. Inga underarter finns listade i Catalogue of Life.